# Clarksburg (Tennessee)
Pour les articles homonymes, voir Clarksburg.
Clarksburg est une municipalité américaine située dans le comté de Carroll au Tennessee.
Selon le recensement de 2010, Clarksburg compte 393 habitants. La municipalité s'étend sur 2,02 milles carrés (5,23 km2).
La localité est fondée au début du XIXe siècle. Une poste y ouvre en 1847 et prend le nom de Clarksburg dix ans plus tard, probablement en l'honneur de son premier receveur des postes John Kelly Clark. Clarksburg est une municipalité depuis 1968.